# Bataille du lac George
Guerre de Sept Ans
Batailles
- Minorque (navale) (1756)
- Pirna (1756)
- Lobositz (1756)
- Reichenberg (1757)
- Prague (1757)
- Kolin (1757)
- Hastenbeck (1757)
- Gross-Jägersdorf (1757)
- Moys (1757)
- Rochefort (1757)
- Rossbach (1757)
- Breslau (1757)
- Leuthen (1757)
- Carthagène (navale) (1758)
- Olomouc (1758)
- Saint-Malo (1758)
- Rheinberg (1758)
- Krefeld (1758)
- Domstadl (1758)
- Cherbourg (1758)
- Zorndorf (1758)
- Saint-Cast (1758)
- Tornow (1758)
- Lutzelberg (1758)
- Hochkirch (1758)
- Bergen (1759)
- Kay (1759)
- Minden (1759)
- Kunersdorf (1759)
- Neuwarp (navale) (1759)
- Hoyerswerda (1759)
- Baie de Quiberon (navale) (1759)
- Maxen (1759)
- Meissen (1759)
- Glatz (1760)
- Landshut (1760)
- Corbach (1760)
- Emsdorf (1760)
- Dresde (1760)
- Warburg (1760)
- Liegnitz (1760)
- Rhadern (1760)
- Berlin (1760)
- Kloster Kampen (1760)
- Torgau (1760)
- Belle-Île (1761)
- Langensalza (1761)
- Cassel (1761)
- Grünberg (1761)
- Villinghausen (1761)
- Ölper (1761)
- Kolberg (1761)
- Wilhelmsthal (1762)
- Burkersdorf (1762)
- Lutterberg (1762)
- Reichenbach (1762)
- Almeida (1762)
- Valencia de Alcántara (1762)
- Nauheim (1762)
- Vila Velha de Ródão (1762)
- Cassel (1762)
- Freiberg (1762)

- Jumonville Glen (1754)
- Fort Necessity (1754)
- Fort Beauséjour (1755)
- 8 juin 1755
- Monongahela (1755)
- Petitcoudiac (1755)
- Lac George (1755)
- Fort Bull (1756)
- Fort Oswego (1756)
- Kittanning (1756)
- En raquettes (1757)
- Pointe du Jour du Sabbat (1757)
- Fort William Henry (1757)
- German Flatts (1757)
- Lac Saint-Sacrement (1758)
- Louisbourg (1758)
- Le Cran (1758)
- Fort Carillon (1758)
- Fort Frontenac (1758)
- Fort Duquesne (1758)
- Fort Ligonier (1758)
- Québec (1759)
- Fort Niagara (1759)
- Beauport (1759)
- Plaines d'Abraham (1759)
- Sainte-Foy (1760)
- Neuville (1760)
- Ristigouche (navale) (1760)
- Mille-Îles (1760)
- Signal Hill (1762)

- Cap-Français (1757)
- Martinique (1759)
- Guadeloupe (1759)
- Dominique (1761)
- Martinique (1762)
- Cuba (1762)

- Chandernagor (1757)
- Plassey (1757)
- Gondelour (1758)
- Négapatam (navale) (1758)
- Condore (1758)
- Madras (1758)
- Pondichéry (navale) (1759)
- Masulipatam (1759)
- Chinsurah (1758)
- Wandiwash (1760)
- Pondichéry (1760-1761)
- Manille (1762)

- Saint-Louis (1758)
- Gorée (1758)
- Gambie

La bataille du lac George a été livrée le 8 septembre 1755 dans le nord de la colonie de New York. La bataille fait partie du théâtre nord-américain de la guerre de Sept Ans. Les forces britanniques, aidées par 300 Mohawks et leur chef de guerre, le « Roi Hendrick », gagnent la bataille.

## Contexte

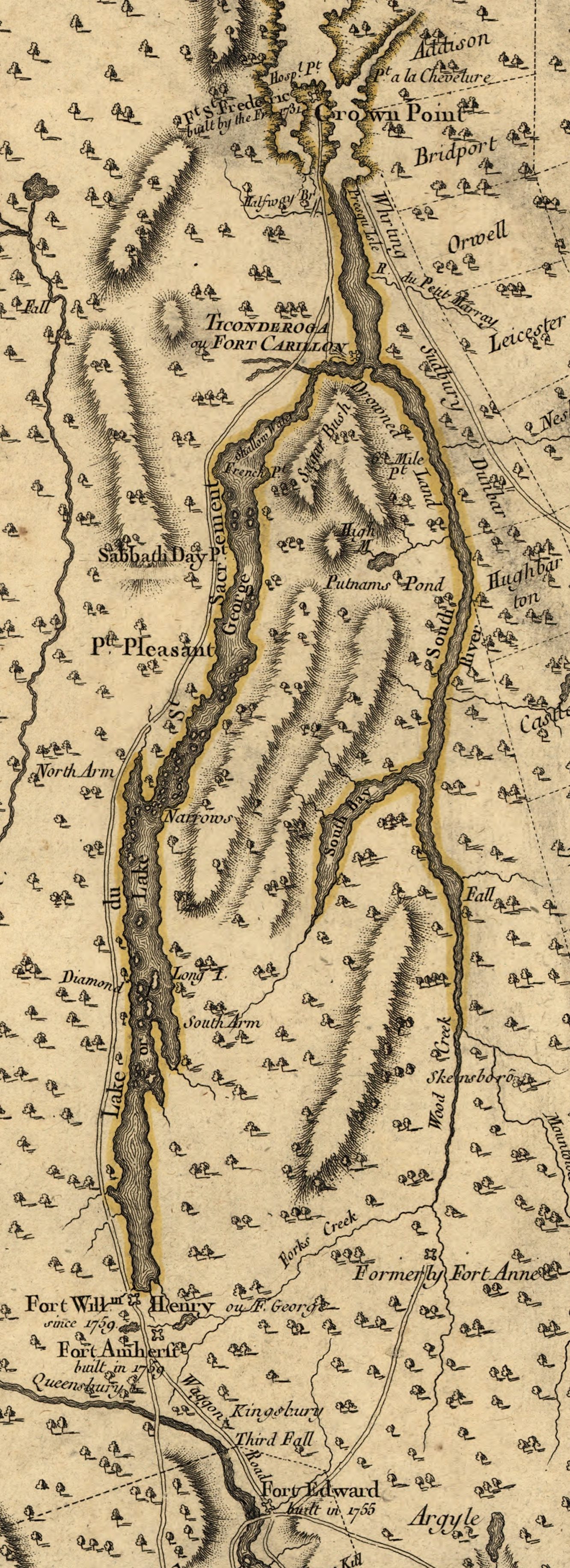
Carte de la région, de 1777, permettant de positionner, le fort Saint Frédéric sur le lac Champlain, le fort Carillon, le lac du Saint Sacrement (lac George), le futur fort William Henry et le fort Edward.

Après la bataille de la Monongahela, et la déroute des Britanniques, les Français saisirent un grand nombre de documents indiquant des plans d'attaques britannique contre les forts Frontenac, Niagara et Saint-Frédéric sur le lac Champlain. 
Pour le marquis Pierre de Rigaud de Vaudreuil, les attaques des forts Frontenac et Niagara étaient les plus menaçantes. Il chargea le baron Jean Armand Dieskau, avec 3 000 hommes, d'effectuer une contre-attaque sur fort Oswego afin d’enlever aux Britanniques leur base d’opérations sur les Grands Lacs. Lors du rassemblement de cette force armée qui avait lieu au fort Frontenac, les Français apprirent que le colonel britannique William Johnson était en route pour attaquer fort Saint-Frédéric et ravager le pays jusqu’à Montréal. 
Le marquis de Vaudreuil, ordonna au baron Dieskau, de se rendre au lac Champlain afin d’engager la bataille contre la milice coloniale de Johnson, signalée à l’extrémité supérieure du lac George.

## En route
Début septembre, l’armée française ayant descendu la rivière Richelieu, campa au fort Carillon, en cours de construction puis se dirigea sur fort Frontenac. Le baron Dieskau, décida de laisser un fort contingent pour la défense de ce dernier fort et avec une armée réduite à environ 3 000 hommes il se dirige vers le lac Saint-Sacrement ou étaient positionnées les forces britanniques du colonel William Johnson composées d'une milice coloniale de 3 000 hommes environ et de 300 Mohawks commandés par leur chef Hendrick Theyanoguin.
Apprenant l'arrivée des troupes françaises à Ticonderoga, Johnson fit ériger un fort à l’extrémité supérieure du lac George à environ 25 km à l'ouest de fort Edward, situé sur le fleuve Hudson. 
Le 3 septembre, un prisonnier apprit à Dieskau que les forces ennemies s'étaient divisées et on lui fit croire que l’armée britannique s’était repliée sur Albany, ne laissant que 500 hommes au fort Edward et que 2 400 miliciens, dont un régiment de milice du New Hampshire commandé par le colonel Joseph Blanchard, attendu en renfort par Johnson, seraient acheminés directement vers le lac George sans passer par fort Edward.
Dieskau, décida alors de marcher sur le fort Edward avec un corps d’élite de 1 500 hommes composé de 200 réguliers, 600 miliciens et environ 700 Amérindiens. Il laissa au fort Carillon 1 300 réguliers et 400 miliciens pour défendre le fort en cas d’une attaque britannique.

## Forces en présences

### Britanniques
Les troupes britanniques sont sous le commandement du général William Johnson
- Miliciens provinciaux (2 200 hommes)
  - Unités du Massachusetts
  - Unités du Connecticut
- Indiens Mohawk (300 hommes)

### Français
Les troupes françaises sont sous le commandement du baron Jean Armand Dieskau
- Armée régulière (216 hommes)
  - Régiment de Languedoc (2 compagnies)
  - Régiment de La Reine (2 compagnies)
- Miliciens canadiens (684 hommes)
- Indiens Abénaquis (environ 600 hommes)

## Bataille
Le 7 septembre 1755, le détachement français arrive sur le fleuve Hudson, se positionne pour attaquer le fort Edward. La position fortifiée étant défendue par des canons, les Amérindiens refusèrent d'attaquer. Dieskau change alors ses plans et se dirige vers le lac Georges. Au lieu d'attaquer uniquement avec les réguliers et les miliciens, Dieskau décida d'attaquer l'ennemi à l’extrémité supérieure du lac George où ceux-ci était moins bien retranché et avec l'aide des Amérindiens.
Le 8 septembre 1755, l'armée française se dirige en 3 colonnes vers le lac George, les réguliers par la piste, les Amérindiens et les Canadiens en protection sur les flancs progressent à travers la forêt. Durant le trajet, Dieskau est averti par un déserteur, qu'une colonne de secours partie du lac George, forte de 1 000 hommes et 200 Amérindiens était en marche pour fort Edward, William Johnson le croyant assiégé. Jean Armand Dieskau déploie alors ses troupes afin de tendre une embuscade à la colonne ennemie et en interdisant aux miliciens et aux Amérindiens de tirer avant que les troupes régulières aient ouvert le feu, afin de tendre le même piège que lors de la bataille de la Monongahela.
À 10 h 30, la colonne de Johnson tomba partiellement dans le piège, mais s'en aperçut prématurément car l'ordre de silence fut brisé du côté franco-amérindien. (Le silence sera également brisé à la bataille de Fort Bull quelques mois plus tard). À 11 heures, le gros des troupes britanniques put se replier dans la confusion vers le camp de Johnson, situé à l’extrémité supérieure du lac George, pendant qu'une centaine de soldats et les guerriers mohawks engageaient un combat d'arrière-garde, infligeant de fortes pertes aux Français. Pendant ces combats, Jacques Legardeur de Saint-Pierre, le colonel Ephraim Williams (en) et le chef amérindien Hendrick Theyanoguin furent tués. La perte de leur chef ébranla le moral des Amérindiens. 
Afin de s'assurer un succès complet, le baron Dieskau ordonna à ses miliciens Canadiens et aux Amérindiens de lancer une attaque sur le camp de Johnson. « Quant aux Indiens, « irrités d'avoir perdu quelques hommes » au cours de la bataille, ils se sont attachés à massacrer « 30. ou 40. prisonniers qu'ils avoient faits tant anglois que Sauvages, après avoir ouvert les entrailles aux chefs des Sauvages ». »
Alertés par les coups de feu, les Britanniques avaient en hâte construit des barricades défensives avec des « charrettes, bateaux renversés et des arbres taillés en bas » et positionnant 3 canons tirant en direction de la route et un quatrième canon positionné au sommet de la colline. Les défenseurs furent bientôt rejoints par les hommes du détachement des vaincus. 500 hommes furent détachés pour garder les flancs du camp et le reste prit position derrière la barricade.
À 12 h 30, Dieskau fait attaquer ses 222 grenadiers français en une colonne, avec six soldats de front, les conduisant en personne contre le camp de Johnson. Les Canadiens et une partie des Amérindiens progressent, en soutien, à travers les bois. Les artilleurs américains tirent alors à la mitraille sur la colonne, obligeant l'armée régulière française à retraiter et à se mettre à couvert. Le baron Dieskau est blessé à la jambe une première fois. Après avoir échoué au centre de la position britannique, les Français font une deuxième tentative contre le flanc droit britannique, qui est à nouveau repoussée. Pendant ce temps, la fusillade devient générale sur l'ensemble du front.
Après plusieurs heures, la bataille se termina en impasse. Le baron Dieskau blessé une seconde fois, est remplacé par Pierre-André Gohin de Montreuil qui vers 17 heures, laisse en arrière-garde l'armée régulière, les forces françaises se retirant en bon ordre, malgré le harcèlement des Britanniques jusque vers 19 heures.

## Bilan
Pendant ce combat et l'embuscade qui précède, les Britanniques et leurs alliés perdent 191 tués, 150 blessés et 62 disparus tandis que les Français ont 132 tués, et 184 blessés.
Le bilan côté officiers et officiers supérieurs est lourd :

Parmi les morts, on peut signaler :
- Le colonel Ephraim Williams, les capitaines Ingersal, Puter, Ferral, Stoddert, McGimes et Steevens, tous les officiers amérindiens ainsi que leur chef Hendrick Theyanoguin du côté britannique.
- Jacques Legardeur de Saint-Pierre côté français.

Parmi les blessés on peut signaler : 
- Le général William Johnson, le major Nichols chez les Britanniques.
- Le baron français Jean Armand Dieskau blessé trois fois fut fait prisonnier. Il fut libéré après 8 ans de captivité, en 1763.

À la nouvelle de cette bataille, le marquis de Vaudreuil était furieux contre Dieskau. En effet ce dernier avait désobéi aux ordres lui ordonnant de ne pas diviser ses forces et manqua ainsi l’occasion de massacrer les Britanniques.
Dieskau avait joué et partiellement échoué.Toutefois, il démontra un grand courage personnel, une grande capacité d’adaptation à la guerre nord-américaine. 
La tentative d’embuscade,infligea de lourdes pertes à l’ennemi réussissant ainsi à arrêter l’invasion prévue, William Johnson ayant échoué dans son but de capturer ou détruire le fort Saint-Frédéric.  
Le fort Saint-Frédéric avait resté intact, et les Franco-Canadiens purent même construire le fort Carillon dans les semaines qui suivirent. 
Au printemps 1756 une trentaine de canons étaient opérationnels pour faire face aux Britanniques. 
Les Britanniques considérèrent cette bataille comme une grande victoire, mais il ne s’agissait que d’un succès tactique. 
Les Britanniques demeurèrent à l’endroit, qui devait devenir le fort William Henry, et les Français consolidèrent leur position avec le fort Carillon.